# Schlacht bei Neerwinden (1793)
1792

Porrentruy – Marquain – Quiévrain – Verdun – Thionville – Valmy – Lille – Mainz (1792) – Jemappes
1793

Aldenhoven I – Namur – Neerwinden – Mainz (1793) – Famars – Valenciennes (1793) – Arlon (1793) – Hondschoote – Meribel – Avesnes-le-Sec – Pirmasens – Toulon – Fontenay-le-Comte – Cholet – Lucon – Trouillas – Dünkirchen – Le Quesnoy – Menin I – Wattignies – Weißenburg I – Biesingen – Kaiserslautern I – Weißenburg II
1794

Boulou – Landrecis – Menin II – Mouscron – Martinique – Guadeloupe – Tourcoing – Tournai – Kaiserslautern II – San-Lorenzo de la Muga – 13. Prairial – Fleurus – Kaiserslautern III – Vosges – Aldenhoven II
1795

Cornwallis’ Rückzug – Genua – Groix – Hyeres – Handschuhsheim – Mainz (1795) – Mannheim – Loano
1796

Montenotte – Millesimo – Dego – Mondovì – Lodi – Borghetto – Castiglione – Mantua – Siegburg – Altenkirchen – Wetzlar – Kircheib – Kehl – Kalteiche – Friedberg  – Malsch – Neresheim – Sulzbach – Deining – Amberg – Würzburg – Neufundland – Rovereto – Bassano – Limburg – Biberach I – Emmendingen – Schliengen – Caldiero – Arcole – Irland
1797

Fall von Kehl – Rivoli (1797) – St. Vincent – Diersheim – Santa Cruz – Neuwied – Camperduin
Die Schlacht bei Neerwinden fand am 18. März 1793 im Zuge des Ersten Koalitionskrieges gegen das revolutionäre Frankreich statt. Sie endete mit einem österreichischen Sieg über die französische Armee.

## Vorgeschichte
Nach dem Erfolg in der Schlacht bei Aldenhoven am 1. März 1793 drang die etwa 42.500 Mann starke österreichische Armee unter dem Kommando von Prinz Josias von Sachsen-Coburg und Erzherzog Karl weiter nach Westen vor. General Charles-François Dumouriez hatte die zurückgehende französische Armee am 13. März in Löwen übernommen und war entschlossen, sofort wieder zur Gegenoffensive überzugehen. Nach einer Reihe von kleineren Zusammenstößen entlang der Straße zwischen Lüttich und Brüssel stießen die Österreicher am 16. März bei Tirlemont wieder auf den Feind, zogen sich aber nach kurzem Gefecht auf die strategisch günstigere Position bei Neerwinden zurück. Der Prinz von Sachsen-Coburg hatte seine Position hinter der Kleinen Gete genommen, sein Zentrum stand rund um Neerwinden. Seine Truppen besetzten halbkreisförmig die Anhöhen zwischen Laer und Neerwinden, auch der Ort Neerlanden war besetzt worden. Die österreichische Linke unter General Clairfayt am Südabschnitt stand ebenfalls hinter der Kleinen Gete zwischen Neerwinden und Oberwinden, mit dem Hügel von Mittelwinde zwischen den beiden Orten. Gegen diese Linie griff am Morgen des 18. März die etwa 47.000 Mann starke französische Armee unter Dumouriez an.

## Beteiligte Einheiten
Französische Armee
Oberbefehl: Generalleutnant Dumouriez
- Rechter Flügel: Generalleutnant de Valence mit Divisionen: La Marche, Veneur, Neuilly
- Zentrum: Herzog von Chartres mit Divisionen: Dietmann, Dampierre
- Linker Flügel: Generalleutnant Miranda mit Divisionen: Miaczinsky, Ruault, Champmorin
- Reserve Corps mit Divisionen: Marliere, D’Harville

Österreichische Armee
Oberbefehl: Feldmarschall Prinz von Sachsen-Coburg,
Generalstabschef: Oberst Mack
- Avantgarde: Generalmajor Erzherzog Karl mit Brigaden: Ob. Dévay, Ob. Gruber
- Erstes Treffen: FML. Latour mit Brigaden: GM. Happoncourt, GM. Benjovsky
- Zweites Treffen: FML. Prinz von Württemberg mit Division FML Stuart (Brigade Oberst de Jardin, Oberst Wolf und GM. von Lothringen)
- Reservekorps FZM. Graf Clerfayt mit Divisionen: FML. Alvinczy, GM. Wenkheim

## Schlachtverlauf

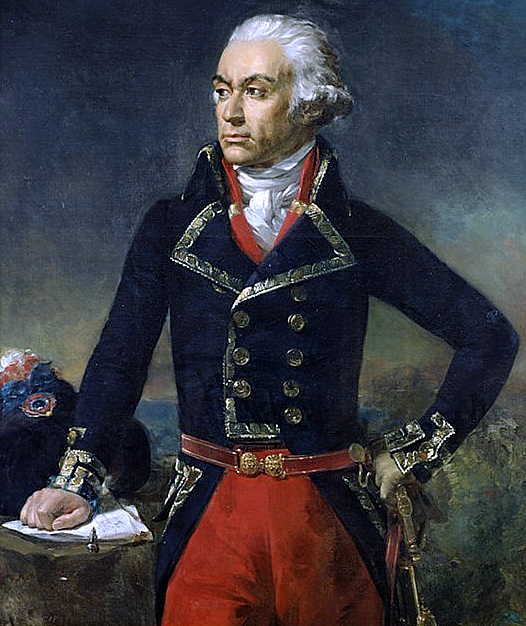
Charles-François Dumouriez

Dumouriez marschierte aus Tirlemont heran und teilte seine Armee in acht Angriffskolonnen, die alle über die Kleine Gete nach Osten vorgingen. Dumouriez rechnete damit, dass die Österreicher ihre Hauptmacht auf ihrem rechten Flügel im Nordabschnitt hätten, und so entschloss er sich, mit dem eigenen rechten Flügel im Süden anzugreifen. Am 18. März stießen beide Heere aufeinander, und es kam zu einer den ganzen Tag andauernden Schlacht. Der Angriff des rechten Flügels unter General Comte de Valence über die kleine Gete erfolgte um 7 Uhr früh. Die Division des General La Marche ging bei Neer Heylissem über die Gete und bedrohte nach der Besetzung von Racour die linke Flanke Clairfayts. Die Division unter General Le Veneur nahm die Brücke bei Neer-Heylissem und stieß dann auf Overwinden vor. General Valence konnte auch den Hügel bei Mittelwinde und Neerwinden erstürmen. Weiter nördlich hatte die Division des General Neuilly den Fluss bei Esmael überschritten und begann, Neerwinden von links zu umfassen.
Im Zentrum der Schlacht stand das französische Korps des Herzog von Chartres (dem späteren König Louis-Philippe), seine zwei Divisionen griffen Neerwinden frontal an, das der Prinz von Sachsen-Coburg unbedingt halten wollte. Die Division unter General Dirtmann ging bei Elissem über die Gete und eroberte Laer, die andere Division unter General Dampierre hatte den Auftrag, über Esmael ebenfalls auf Neerwinden anzugreifen.
Auf dem linken Flügel im Nordabschnitt der Schlacht griffen drei Divisionen unter dem Korpsführer General Miranda zwischen Leau und Neerhespen über die Gete an. Die Division des Generals Miaczinsky ging bei Overhespen über den Fluss und stieß in Richtung Neerlanden vor. Die Division General Ruault nahm die Brücke bei Orsmael ein und wollte danach entlang der Straße nach St. Trond vorrücken. Die nördlichste Flügeldivision unter General Champmorin sollte nach Überschreiten der Gete unterhalb Neerlinter auf Leau durchbrechen.
Der österreichische rechte Flügel unter Erzherzog Karl deckte die Straße Tirlemont-Maastricht, in der Lage unmittelbar östlich der Kleinen Gete. Bis 9 Uhr waren die Kaiserlichen unter dem Prinzen von Württemberg zurückgedrängt, die französische Division Ruault besetzte den Ort Orsmael. Die von Oberstlieutenant Josef Smola geführte Artillerie verhinderte aber fünf Stunden lang jedes weitere Nachrücken der Franzosen aus Orsmael heraus. Gegen 11 Uhr führte Erzherzog Karl einen erfolgreichen Gegenangriff, sein zweites Treffen unter Herzog Ferdinand Friedrich von Württemberg griff an der Linie Neerhespen, Gutsenhoven und Orsmael in die Schlacht ein.
Inzwischen hatte sich weiter südlich die französische Division Miaczinsky des Ortes Dormael bemächtigt. Feldmarschallleutnant Benjowsky eilte sich, mit dem Infanterie-Regiment Nr. 15 und dem Dragoner-Regiment 9 den Franzosen den Ort vor Eintreffen von Verstärkungen wieder zu entreißen, dabei wurden die französischen Generale Ihler und Ruault schwer verwundet. Als schließlich auch der Angriff der Division Champmorin auf Leau scheiterte, sah sich General Miranda zum Rückzug gezwungen. Er zog sich über die Kleine Gete zurück. Das Gefecht bei Orsmael war für die Österreicher erfolgreich beendet, aber am Südflügel stand die Entscheidung noch aus.

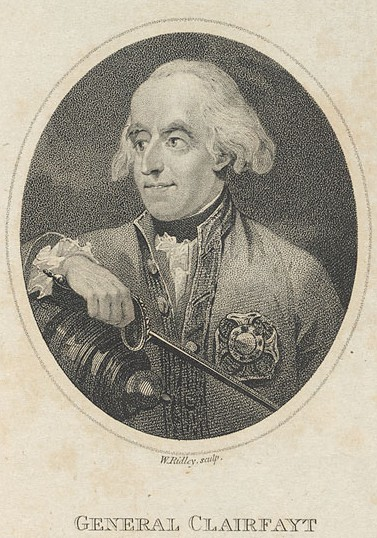
Charles de Croix, Comte de Clairfayt

Dumouriez griff jetzt persönlich am südlichen Abschnitt ein, unterstützt durch starkes Geschützfeuer führte er seine Kolonnen nochmals über die Kleine Gete. Feldzeugmeister Clairfayt zog darauf alle Truppen seines Reservekorps näher an das bedrohte Racour heran. Die Division La Marche drang massiert gegen Overwinden vor, vermengte sich dabei aber mit der Division La Veneur, was die Einnahme von Overwinden bis 14 Uhr verzögerte. General Neuilly nahm kurzfristig Neerwinden, die Kaiserlichen kehrten sofort zurück, wurden aber durch Truppen unter General Dampierre abermals vertrieben, wobei General Desforetes im Kampf fiel. Zur Unterstützung der bei Overwinden stark bedrängten Grenadiere schickte Clairfayt die Brigade unter Generalmajor Franz Xaver von Auersperg nach vorne. Auch die Divisionen unter Feldmarschallleutnant Alvinczy und Generalmajor Franz Xaver von Wenckheim schritten zum Gegenangriff und erzwangen schließlich den Rückzug der Franzosen aus Overwinden. Österreichische Kavallerie unter Generalmajor Siegmund Franz von Lützow eroberte Racour zurück. Im Zentrum gelang es Feldzeugmeister Colloredo, auch das hart umkämpfte Neerwinden und den Hügels von Middelwinde zurückzunehmen. Die Franzosen, die jetzt unter konzentriertem Feuer lagen, mussten zurückgehen, die Nacht machte dem Kampf ein Ende.
Am Ende mussten sich die Franzosen zurückziehen. Sie hatten 4000 Mann verloren, während die Verluste der Österreicher bei etwa 2800 lagen.

## Folgen
Das schlecht ausgerüstete und verpflegte französische Heer verlor in der Folge durch massenhafte Desertationen einen Großteil seiner Kampfkraft, so dass Dumouriez nur noch über etwa 20.000 Mann verfügte. Der französische General Dumouriez wurde daraufhin von der jakobinischen Regierung in Paris seines Postens enthoben. Die Beauftragten des Konvents, die geschickt wurden, um seine Führung zu untersuchen, ließ er verhaften und dem Feind ausliefern. Dann versuchte er, seine Truppen zu überzeugen, in Paris einzumarschieren und die revolutionäre Regierung zu stürzen. Der Versuch scheiterte, und Dumouriez floh am 5. April mit dem Herzog von Chartres und dessen Bruder, dem Herzog von Montpensier, in das österreichische Lager nach Mons.
Der Sieg beendete den französischen Versuch, die Niederlande zu erobern. Als Folge des Sieges bei Neerwinden konnten bis 25. März die Österreichischen Niederlande und Brüssel wieder von den vorherigen Landesherren besetzt werden. Gleichzeitig war er die Voraussetzung für die Invasion der Alliierten in Frankreich.